# Szkółka sadownicza

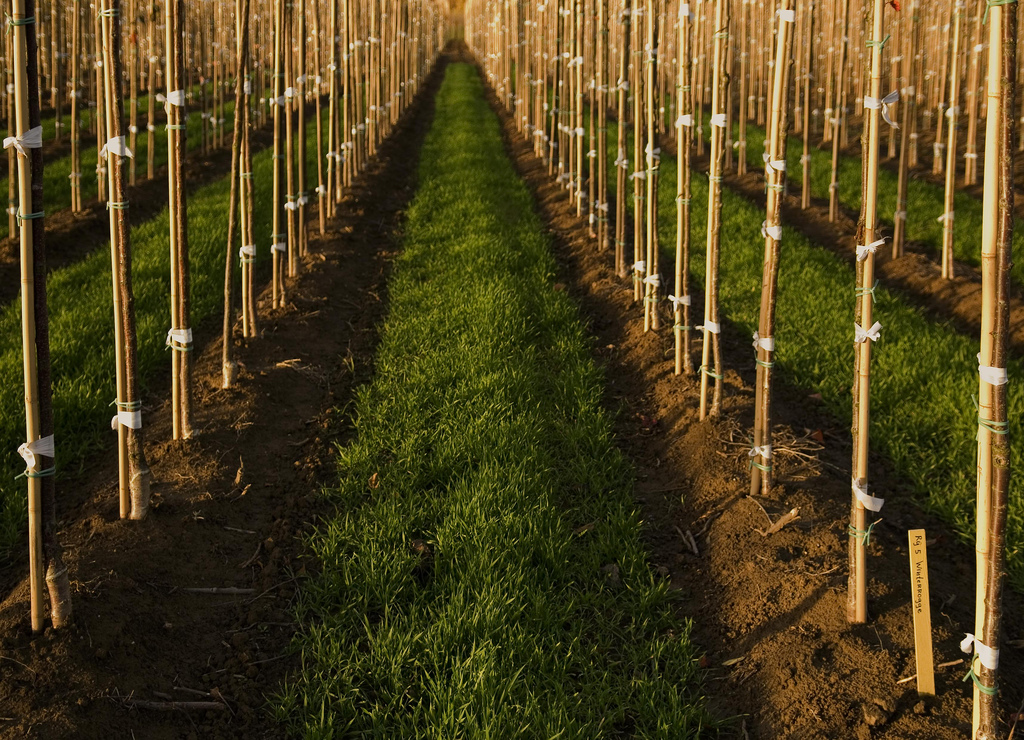
Drzewka owocowe w szkółce we Francji

Szkółka sadownicza – obszar gruntu, na którym produkuje się drzewa i krzewy owocowych oraz sadzonek truskawek przeznaczone do zakładania sadów i plantacji roślin jagodowych. 
Obejmuje wszystkie etapy produkcji drzewek owocowych i krzewów jagodowych w pierwszym okresie ich życia, od zbioru nasion poprzez produkcję podkładek, zrazów i sadzonek, aż do wyprodukowania gotowych drzewek i krzewów. 

## Działy szkółkarstwa sadowniczego
Szkółkarstwo sadownicze, ze względu na specyficzny i różnorodny sposób rozmnażania i produkcji roślin sadowniczych, stosuje  odmienne i różne technologie uprawowe, które wyodrębniają w tej działalności kilka tzw. rodzajów produkcji szkółkarskiej.
I tak, wyodrębnia się: 
- szkółki drzewek;
- sady do pozyskiwania nasion- służących do produkcji podkładek generatywnych;
- plantacje podkładek generatywnych;
- plantacje podkładek wegetatywnych;
- plantacje drzew (odmian) do pozyskiwania zrazów (zraźnik);
- plantacje mateczne krzewów, bylin do pozyskiwania sadzonek;
- szkółki krzewów.

## Ocena materiału szkółkarskiego
W Polsce dobry materiał szkółkarski podlega kwalifikacji (ocenie) przez Państwową Inspekcję Ochrony Roślin i Nasiennictwa (PIORiN).
Materiał szkółkarski podlega kilkuetapowej ocenie w czasie (art. 38 ust. 3 ustawy o nasiennictwie). Kwalifikację otrzymują rośliny poddane:
- ocenie polowej,
- ocenie cech zewnętrznych,
- ocenie laboratoryjnej – w zależności od gatunku i kategorii
- ocenie tożsamości odmianowej – wyłącznie materiał kategorii elitarny.